# اوندالسان
اوندالسان (به لاتین: Undalsan) یک کوه در کره جنوبی است که در Gyeongsangbuk-do, South Korea واقع شده‌است. اوندالسان ۱٬۰۹۷ متر بالاتر از سطح دریا واقع شده‌است.